# Forever, Michael
Forever, Michael je album zpěváka Michaela Jacksona vydané 16. ledna 1975 v Motown Records.
Toto album je od Michaela Jacksona nejméně úspěšné. Ve Spojených státech se v hitparádě umístilo jen na 101. místě a ve Velké Británii se vůbec neumístilo. Přesto album ukazuje vyzrálého umělce ze 70. let.

## Seznam skladeb
1. "We're Almost There" (Holland/Holland)
2. "Take Me Back" (Holland/Holland)
3. "One Day in Your Life" (Armand/Brown)
4. "Cinderella Stay Awhile" (Sutton)
5. "We've Got Forever" (Willensky)
6. "Just a Little Bit of You" (Holland/Holland)
7. "You Are There" (Brown/Meitzenheimer/Yarian)
8. "Dapper Dan"
9. "Dear Michael" (Davis/Willensky)
10. "I'll Come Home to You" (Perren/Yarian)